# Copa Verde 2023
La Copa Verde 2023 fue la décima (10.ª) edición del torneo que reúne equipos de la región norte y la región centro-oeste incluyendo el Estado de Espírito Santo. El torneo fue organizado por la Confederación Brasileña de Fútbol, con un formato de disputa de partido único y partidos de ida y vuelta pasando solo un equipo a la siguiente fase.
Comenzó el 17 de febrero y finalizó el 31 de mayo de 2023.
La competencia contó con 24 equipos participantes, elegidos en función de su desempeño en los campeonatos estatales y su posición en el Ranking CBF. El campeón garantizó un cupo a la tercera ronda de la Copa de Brasil 2024.

## Ranking Nacional de Federaciones 2023

### Distribución
| Pos. | RNF. | Estado                          | Cupos |
| ---- | ---- | ------------------------------- | ----- |
| 1.º  | 7.º  | Goiás                           | 2     |
| 2.º  | 12.º | Mato Grosso                     | 2     |
| 3.º  | 13.º | Pará                            | 2     |
| 4.º  | 19.º | Amazonas                        | 2     |
| 5.º  | 20.º | Distrito Federal                | 2     |
| 6.º  | 21.º | Acre                            | 2     |
| 7.º  | 22.º | Espírito Santo                  | 2     |
| 8.º  | 23.º | Tocantins                       | 2     |
| 9.º  | 24.º | Roraima                         | 1     |
| 10.º | 25.º | Mato Grosso del Sur             | 1     |
| 11.º | 26.º | Rondonia                        | 1     |
| 12.º | 27.º | Amapá                           | 1     |
| –    | –    | Ranking Nacional de Clubes 2023 | 4     |

## Equipos participantes
| Estado                     | Club                 | Método de clasificación                    |
| -------------------------- | -------------------- | ------------------------------------------ |
| Acre 4 cupos               | Humaitá              | Campeón Campeonato Acreano 2022            |
| Acre 4 cupos               | São Francisco        | Subcampeón Campeonato Acreano 2022         |
| Acre 4 cupos               | Atlético Acreano     | Clasificado por Ranking de clubes CBF 2023 |
| Acre 4 cupos               | Rio Branco-AC        | Clasificado por Ranking de clubes CBF 2023 |
| Amapá 1 cupo               | Trem                 | Campeón Campeonato Amapaense 2022          |
| Amazonas 2 cupos           | Manaus               | Campeón Campeonato Amazonense 2022         |
| Amazonas 2 cupos           | Princesa do Solimões | Subcampeón Campeonato Amazonense 2022      |
| Distrito Federal 2 cupos   | Brasiliense          | Campeón Campeonato Brasiliense 2022        |
| Distrito Federal 2 cupos   | Ceilândia            | Subcampeón Campeonato Brasiliense 2022     |
| Espírito Santo 2 cupos     | Real Noroeste        | Campeón Campeonato Capixaba 2022           |
| Espírito Santo 2 cupos     | Rio Branco-ES        | Subcampeón Copa Espírito Santo 2022        |
| Goiás 2 cupos              | Atlético Goianiense  | Campeón Campeonato Goiano 2022             |
| Goiás 2 cupos              | Goiás                | Subcampeón Campeonato Goiano 2022          |
| Goiás 2 cupos              | Vila Nova            | Clasificado por Ranking de clubes CBF 2023 |
| Mato Grosso 3 cupos        | Cuiabá               | Campeón Campeonato Matogrossense 2022      |
| Mato Grosso 3 cupos        | União Rondonópolis   | Subcampeón Campeonato Matogrossense 2022   |
| Mato Grosso 3 cupos        | Luverdense           | Clasificado por Ranking de clubes CBF 2023 |
| Mato Grosso del Sur 1 cupo | Operário-MS          | Campeón Campeonato Sul-Matogrossense 2022  |
| Pará 3 cupos               | Remo                 | Campeón Campeonato Paraense 2022           |
| Pará 3 cupos               | Paysandu             | Subcampeón Campeonato Paraense 2022        |
| Pará 3 cupos               | Castanhal            | Clasificado por Ranking de clubes CBF 2023 |
| Rondonia 1 cupo            | Real Ariquemes       | Campeón Campeonato Rondoniense 2022        |
| Roraima 1 cupo             | São Raimundo-RR      | Campeón Campeonato Roraimense 2022         |
| Tocantins 2 cupos          | Tocantinópolis       | Campeón Campeonato Tocantinense 2022       |
| Tocantins 2 cupos          | Interporto           | Subcampeón Campeonato Tocantinense 2022    |

### Clubes clasificados mediante Ranking de clubes CBF 2023
Este método de clasificación aplica para todos los clubes afiliados que no pudieron clasificarse mediante sus torneos estatales.
En un principio, los 4 clubes clasificados mediante el Ranking de CBF eran Vila Nova, Aparecidense, Luverdense y Atlético Acreano. Sin embargo, posteriormente a las desistencias de participar del torneo por parte de Atlético Goianiense y Aparecidense, los dos siguientes mejores equipos posicionados en el Ranking reemplazaron a los dos clubes desertores, siendo estos Rio Branco de Acre y Castanhal.
| Posición | Equipo           | Ranking |
| -------- | ---------------- | ------- |
| 1.º      | Vila Nova        | 30.º    |
| 2.º      | Aparecidense     | 63.º    |
| 2.º      | Luverdense       | 83.º    |
| 3.º      | Atlético Acreano | 89.º    |
| 4.º      | Rio Branco-AC    | 92.º    |
| 5.º      | Castanhal        | 96.º    |

## Sistema de disputa
Los clubes participantes son divididos en dos principales bloques:
- Bloque Norte: Conformado por los estados pertenecientes a la Región Norte de Brasil (Acre, Amapá, Amazonas, Pará, Rondonia, Roraima y Tocantins).
- Bloque Centro-Oeste: Conformado por los estados pertenecientes a la Región Centro-Oeste de Brasil (Distrito Federal, Goiás, Mato Grosso y Mato Grosso del Sur). El estado de Espírito Santo, a pesar de pertenecer a la Región Sudeste de Brasil, es incluido en esta bloque por cercanía geográfica.

En cada bloque deben haber 12 equipos, sin embargo puede darse el caso de que en algún bloque hayan más equipos que en el otro, con lo cual, para generar un balance equitativo, los equipos del bloque donde hayan más equipos que sean geográficamente más cercanos al otro, serán cambiados de Bloque.
| Clasificados para la segunda fase. |
| Clasificados para la primera fase. |

| Bloque Norte | Bloque Norte         | Bloque Norte | Bloque Norte |
| Posición     | Equipo               | Ranking      |              |
| ------------ | -------------------- | ------------ | ------------ |
| 1.º          | Remo                 | 38.º         |              |
| 2.º          | Paysandu             | 43.º         |              |
| 3.º          | Manaus               | 49.º         |              |
| 4.º          | São Raimundo-RR      | 73.º         |              |
| 5.º          | Atlético Acreano     | 89.º         |              |
| 6.º          | Rio Branco-AC        | 92.º         |              |
| 7.º          | Castanhal            | 96.º         |              |
| 8.º          | Humaitá              | 132.º        |              |
| 9.º          | Trem                 | 132.º        |              |
| 10.º         | Real Ariquemes       | 171.º        |              |
| 11.º         | Princesa do Solimões | S.R.         |              |
| 12.º         | São Francisco        | S.R.         |              |

| Bloque Centro-Oeste | Bloque Centro-Oeste | Bloque Centro-Oeste | Bloque Centro-Oeste |
| Posición            | Equipo              | Ranking             |                     |
| ------------------- | ------------------- | ------------------- | ------------------- |
| 1.º                 | Goiás               | 19.º                |                     |
| 2.º                 | Cuiabá              | 20.º                |                     |
| 3.º                 | Vila Nova           | 30.º                |                     |
| 4.º                 | Brasiliense         | 61.º                |                     |
| 5.º                 | Tocantinópolis      | 76.º                |                     |
| 6.º                 | Luverdense          | 83.º                |                     |
| 7.º                 | Ceilândia           | 91.º                |                     |
| 8.º                 | União Rondonópolis  | 93.º                |                     |
| 9.º                 | Real Noroeste       | 96.º                |                     |
| 10.º                | Rio Branco-ES       | 130.º               |                     |
| 11.º                | Interporto          | 184.º               |                     |
| 12.º                | Operário-MS         | 200.º               |                     |

- Nota: En un principio, había 14 equipos en el Bloque Norte y 10 equipos en el Bloque Centro-Oeste, por lo cual dos equipos del Bloque Norte debieron ser cambiados de bloque, estos fueron Tocantinópolis e Interporto.

Primera fase: Los 8 clubes peor posicionados de cada Bloque en el Ranking Nacional de Clubes 2023 comienzan su participación en primera fase. Cada equipo enfrentará a un equipo de su mismo bloque, siendo ordenados de la siguiente manera:
- 5.º vs. 12.º
- 6.º vs. 11.º
- 7.º vs. 10.º
- 8.º vs. 9.º

Octavos de final: Los 4 clubes mejor posicionados de cada Bloque en el Ranking Nacional de Clubes 2023 comienzan su participación en esta fase. A estos equipos se les suman los vencedores de la primera fase. Los enfrentamientos se conformarán entre los equipos del mismo bloque, siendo ordenados de la siguiente manera:
- Llave 1: 1.º vs. (8.º vs. 9.º)
- Llave 2: 2.º vs. (7.º vs. 10.º)
- Llave 3: 3.º vs. (6.º vs. 11.º)
- Llave 4: 4.º vs. (5.º vs. 12.º)

Cuartos de final: Los enfrentamientos se conformarán entre los equipos del mismo bloque, siendo ordenados de la siguiente manera:
- CF1: Llave 1 vs. Llave 4
- CF2: Llave 2 vs. Llave 3

Semifinales: Los enfrentamientos se conformarán entre los equipos del mismo bloque, siendo ordenados de la siguiente manera:
- CF1 vs. CF2

Final: La final se disputa entre los ganadores de cada bloque.
Las dos primeras fases se disputan a partido único, jugando como locales los equipos que tengan mejor posición en el Ranking Nacional de Clubes 2023. Desde cuartos de final las llaves se disputan en partidos de ida y vuelta, siendo local en el partido de vuelta el equipo con mejor posición en el Ranking Nacional de Clubes 2023.

## Cuadro del campeonato

### Ronda preliminar
| Fechas        | Local              | Resultado      | Visita               |
| ------------- | ------------------ | -------------- | -------------------- |
| 17 de febrero | Atlético Acreano   | 3:6            | São Francisco        |
| 18 de febrero | Humaitá            | 2:0            | Trem                 |
| 18 de febrero | Tocantinópolis     | 1:1 (pen. 5:4) | Operário-MS          |
| 18 de febrero | Ceilândia          | 1:0            | Rio Branco-ES        |
| 18 de febrero | Luverdense         | 2:1            | Interporto           |
| 19 de febrero | Castanhal          | 2:3            | Real Ariquemes       |
| 19 de febrero | Rio Branco-AC      | 0:1            | Princesa do Solimões |
| 19 de febrero | União Rondonópolis | 1:0            | Real Noroeste        |

### Octavos de final
| Fechas        | Local           | Resultado      | Visita               |
| ------------- | --------------- | -------------- | -------------------- |
| 22 de febrero | Paysandu        | 3:0            | Real Ariquemes       |
| 22 de febrero | Manaus          | 0:2            | Princesa do Solimões |
| 22 de febrero | Goiás           | 3:0            | União Rondonópolis   |
| 22 de febrero | Brasiliense     | 4:2            | Tocantinópolis       |
| 23 de febrero | Vila Nova       | 0:0 (pen. 4:3) | Luverdense           |
| 1 de marzo    | Remo            | 4:1            | Humaitá              |
| 1 de marzo    | São Raimundo-RR | 6:0            | São Francisco        |
| 1 de marzo    | Cuiabá          | 3:0            | Ceilândia            |

### Cuartos de final
| Fechas           | Local en la ida      | Global         | Local en la vuelta | Ida | Vuelta |
| ---------------- | -------------------- | -------------- | ------------------ | --- | ------ |
| 15 y 22 de marzo | São Raimundo-RR      | 1:3            | Remo               | 1:0 | 0:3    |
| 15 y 22 de marzo | Vila Nova            | 1:3            | Cuiabá             | 0:2 | 1:1    |
| 8 y 23 de marzo  | Princesa do Solimões | 0:0 (pen. 3:5) | Paysandu           | 0:0 | 0:0    |
| 8 y 23 de marzo  | Brasiliense          | 0:1            | Goiás              | 0:0 | 0:1    |

### Semifinales
| Fechas           | Local en la ida | Global         | Local en la vuelta | Ida | Vuelta |
| ---------------- | --------------- | -------------- | ------------------ | --- | ------ |
| 26 y 29 de marzo | Paysandu        | 2:2 (pen. 4:2) | Remo               | 0:1 | 2:1    |
| 26 y 29 de marzo | Cuiabá          | 1:2            | Goiás              | 1:0 | 0:2    |

### Final
| Fechas          | Local en la ida | Global | Local en la vuelta | Ida | Vuelta |
| --------------- | --------------- | ------ | ------------------ | --- | ------ |
| 17 y 31 de mayo | Paysandu        | 1:4    | Goiás              | 0:2 | 1:2    |

| Campeón 2023 Copa Verde     |
| Bandera del estado de Goiás |
| --------------------------- |
| Goiás (1.º título)          |

## Goleadores
| Jugador      | Equipo           | Goles |
| ------------ | ---------------- | ----- |
| Wanderson    | São Francisco-AC | 4     |
| Leo Mineiro  | Real Ariquemes   | 3     |
| Muriqui      | Remo             | 3     |
| Mário Sérgio | Paysandu         | 3     |